# Gerard Bieszczad
Gerard Bieszczad (sinh ngày 5 tháng 2 năm 1993) là một cầu thủ bóng đá Ba Lan thi đấu ở vị trí thủ môn cho MFK Zemplín Michalovce.

## Sự nghiệp câu lạc bộ
Bieszczad bắt đầu sự nghiệp tại câu lạc bộ quê nhà Igloopol Dębica trước khi chuyển đến Lech Poznań. Sau đó, anh được cho mượn đến Tur Turek, Sandecja Nowy Sącz và Warta Międzychód.